# Laila Stieler

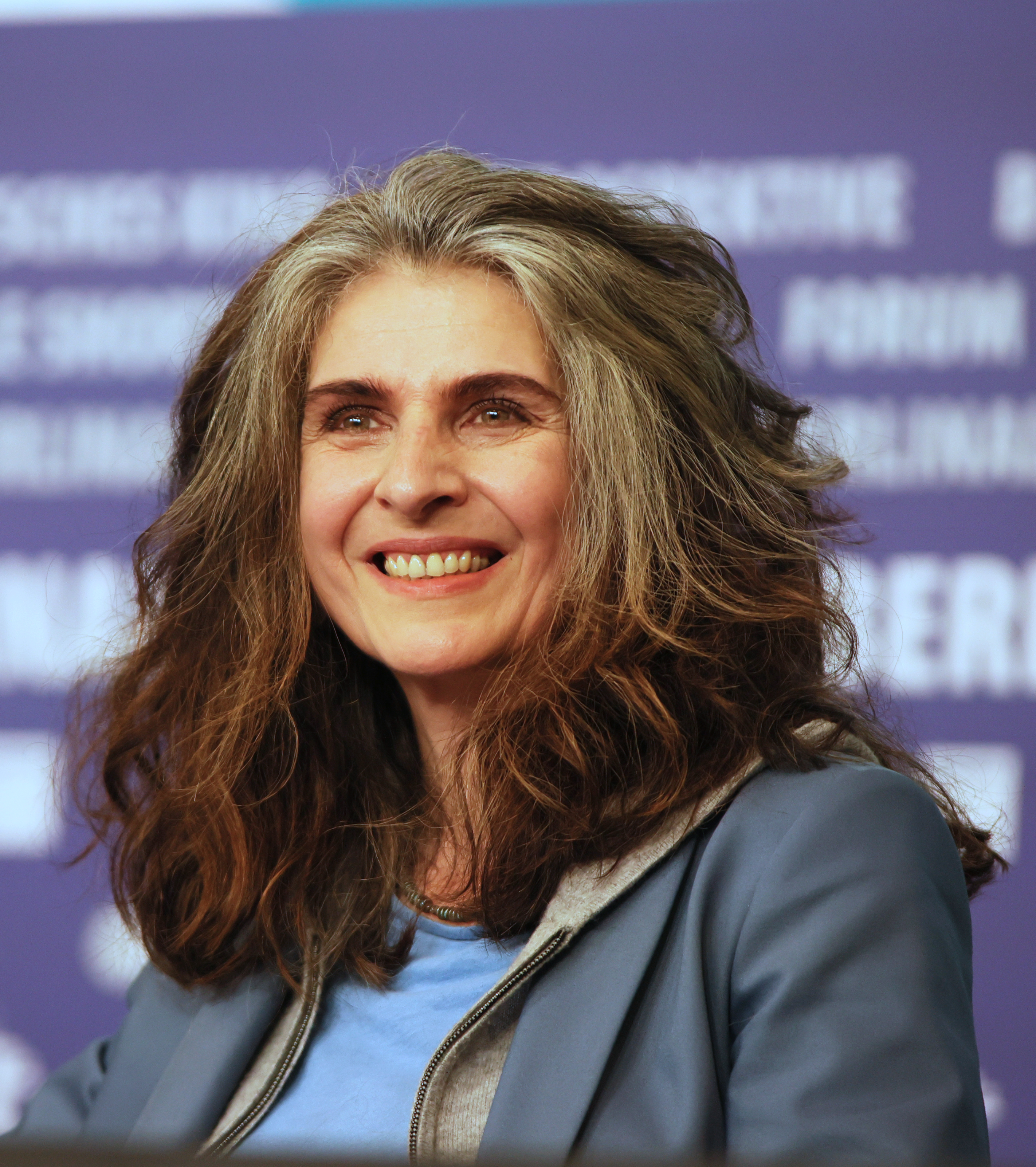
Laila Stieler zur Berlinale (2022)

Laila Stieler (* 1965 in Neustadt an der Orla, DDR) ist eine deutsche Drehbuchautorin, Dramaturgin und Produzentin.

## Leben
Laila Stieler studierte nach dem Abitur und einem Volontariat beim Fernsehen der DDR von 1986 bis 1990 Film- und Fernsehdramaturgie an der Filmhochschule Babelsberg. Für ein knappes Jahr arbeitete sie 1992 in der Fernsehspiel-Redaktion des MDR, bevor sie 1993 zur UFA Fernsehproduktion wechselte, wo sie bis 2002 als Producerin tätig war. Sie ist Verfasserin bzw. Mitverfasserin zahlreicher Drehbücher zu den Filmen Andreas Dresens sowie zu weiteren Werken.
Laila Stieler lebt in Thomsdorf in der Uckermark. Sie ist die Tochter der Dokumentarfilmregisseurin Barbara Junge und eines Libanesen.

## Auszeichnungen
Für ihr Skript zu Die Polizistin erhielt Laila Stieler den Fernsehfilmpreis der Deutschen Akademie der Darstellenden Künste 2000 und im Folgejahr den Adolf-Grimme-Preis in Gold. Für weitere Produktionen wurde sie mit dem Goldenen Löwen und dem Bayerischen Fernsehpreis ausgezeichnet. Für ihr Drehbuch zum Film Gundermann von Andreas Dresen gewann sie 2019 den Deutschen Filmpreis, die „Lola“. 2022 wurde sie mit dem Silbernen Bären der Berlinale für ihr Drehbuch zum Film Rabiye Kurnaz gegen George W. Bush ausgezeichnet. Im selben Jahr wurde sie für Tina mobil mit dem Grimme-Preis geehrt, 2022 ebenso mit der DAfFNE der Deutschen Akademie für Fernsehen in der Kategorie Drehbuch.

## Filmografie (Auswahl)
- 1988: Was jeder muß (Kurzfilm) – Drehbuch
- 1991: So schnell es geht nach Istanbul (Kurzfilm) – Drehbuch mit Andreas Dresen
- 1992: Stilles Land (Kino) – Drehbuch mit Andreas Dresen
- 1994: Polizeiruf 110: Opfergang (Fernsehreihe) – nur Producerin
- 1994: Mein unbekannter Ehemann (Fernsehfilm)
- 1997: Die Konkurrentin (Fernsehfilm)
- 2000: Die Polizistin (Kino)
- 2000, 2002: Achterbahn – Drehbuch für zwei Episoden
- 2005: Willenbrock (Kino)
- 2007: Ein verlockendes Angebot (Fernsehfilm) – Drehbuch mit Güzin Kar, auch Producerin
- 2007: Liebesleben (Kino) – auch Dramaturgie
- 2008: Patchwork (Fernsehfilm)
- 2008: Wolke 9 (Kino)
- 2009: Mein Mann, seine Geliebte und ich (Fernsehfilm)
- 2009: Wohin mit Vater? (Fernsehfilm) – auch Producerin
- 2010: Die Friseuse (Kino) – auch Producerin
- 2011: Die Lehrerin (Fernsehfilm) – auch Producerin
- 2013: Willkommen auf dem Land (Fernsehfilm) – auch Producerin
- 2015: Brief an mein Leben (Fernsehfilm)
- 2016: Mitten in Deutschland: NSU – Die Opfer – Vergesst mich nicht (Fernsehfilm)
- 2017: Eine Braut kommt selten allein
- 2018: Gundermann (Kino) – Drehbuch
- 2021: Tina mobil (Serie) – Drehbuch
- 2021: Rabiye Kurnaz gegen George W. Bush
- 2024: In Liebe, Eure Hilde

## Hörspiele
- 2010: Ick bin nu mal Friseuse, Regie: Judith Lorentz (RBB)
- 2012: Die Lehrerin, Regie: Judith Lorentz (RBB)
- 2016: Vergesst mich nicht Hörspiel nach dem Drehbuch von Laila Stieler und Motiven des Buches Schmerzliche Heimat von Semiya Simsek und Peter Schwarz, Regie: Judith Lorentz (NDR/RBB)
- 2024: In Liebe, Eure Hilde, Regie: Judith Lorentz (RBB)

## Belege
1. ↑  nachgewiesen auf filmportal.de
2. ↑  "Golzow"-Chronistin Barbara Junge feiert 70. Geburtstag". In: Märkische Oderzeitung. 13. November 2013 (moz.de).
3. ↑  „Die Lady war ein Tramp“, FAZ, erschienen und abgerufen am 4. Mai 2019
4. ↑  Berlinale 2022: Silberne Bären für Meltem Kaptan und Laila Stieler. In: filmportal.de. 16. Februar 2022, abgerufen am 18. Februar 2022.
5. ↑  58. Grimme-Preis 2022: Die Preisentscheidungen. Grimme-Preis, 26. August 2022, abgerufen am 26. August 2022.
6. ↑  PreisträgerInnen 2022 der DAfFNE-Auszeichnung. Deutsche Akademie für Fernsehen, abgerufen am 13. Januar 2023.

| Personendaten    | Personendaten                                        |
| ---------------- | ---------------------------------------------------- |
| NAME             | Stieler, Laila                                       |
| KURZBESCHREIBUNG | deutsche Drehbuchautorin, Dramaturgin und Producerin |
| GEBURTSDATUM     | 1965                                                 |
| GEBURTSORT       | Neustadt an der Orla                                 |